# Norris (Karolina Południowa)
Norris – miejscowość w Stanach Zjednoczonych w stanie Karolina Południowa, w hrabstwie Pickens.